# Дерев'янченко Владислав Олександрович
Владисла́в Олекса́ндрович Дерев'я́нченко (нар. 21 вересня 1997, Комсомольськ, Полтавська область, Україна — 19 жовтня 2023, поблизу села Пречистівка, Волноваський район, Донецька область, Україна) — український військовик, учасник російсько-української війни, що загинув в ході російського вторгнення в Україну в 2022 році.

## Біографія
Виріс та проживав у селі Рацеве Черкаської області, навчався в Рацівській середній школі. Після закінчення школи у 2013 році вступив до Знам'янського ПТУ, яке закінчив у 2016 році за спеціальністю помічник машиніста тепловоза.
30 січня 2017 року вступив за контрактом до лав 80-ї десантно-штурмової бригади, де служив розвідником. 2 лютого 2022 року сплинув термін контракту і Владислав повернувся до мирного життя.
24 лютого 2022 року, з першого дня повномасштабного вторгнення Росії в Україну, став на захист Батьківщини. Військову службу проходив у:
- в/ч А1376 (58-ма окрема мотопіхотна бригада, на посаді оператора взводу безпілотних літальних засобів);
- в/ч А4590 (16-й окремий мотопіхотний батальйон «Полтава»).

Брав безпосередню участь у бойових діях в Донецькій та Луганській областях, в обороні Бахмута, боях за Серебрянське лісництво.
До останнього був вірний військовій Присязі. Загинув мужній воїн 19 жовтня 2023 року під час виконання бойового завдання в районі села Пречистівка Волноваського району Донецької області.
Похований у селі Рацеве Черкаської області.

## Родина
У загиблого залишилися мама, сестра та брат.

## Нагороди та відзнаки
Указом Президента України від 7 березня 2024 року № 147/2024, «за особисту мужність, виявлену у захисті державного суверенітету та територіальної цілісності України, самовіддане виконання військового обов'язку», нагороджений орденом «За мужність» III ступеня (посмертно).

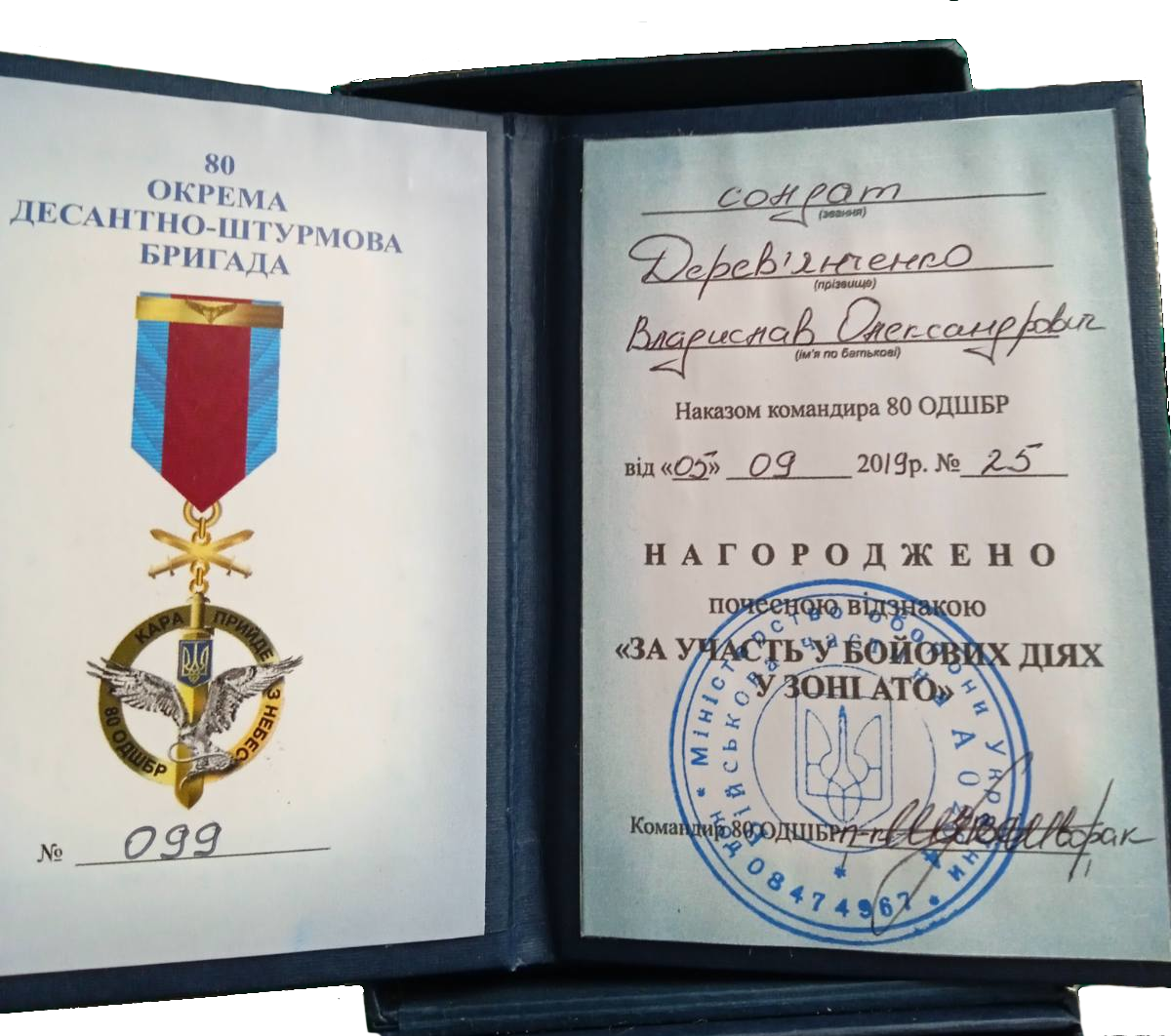
Відзнака 80 ОДШБР «За участь у бойових діях в зоні АТО» (№ 099, 5 серпня 2019)
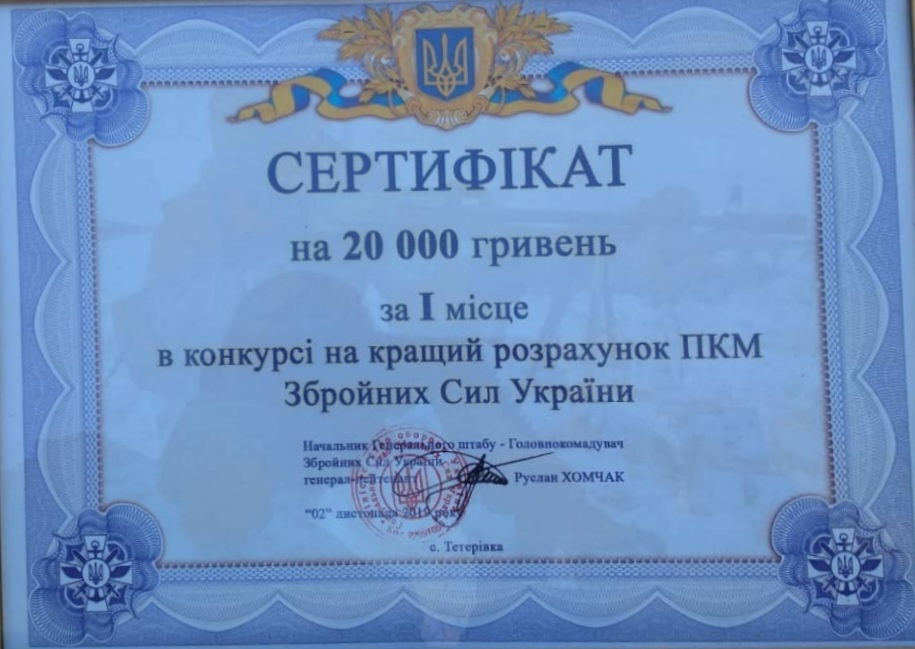
Сертифікат за І місце у Всеармійському конкурсі із визначення кращої обслуги кулемета ПКМ
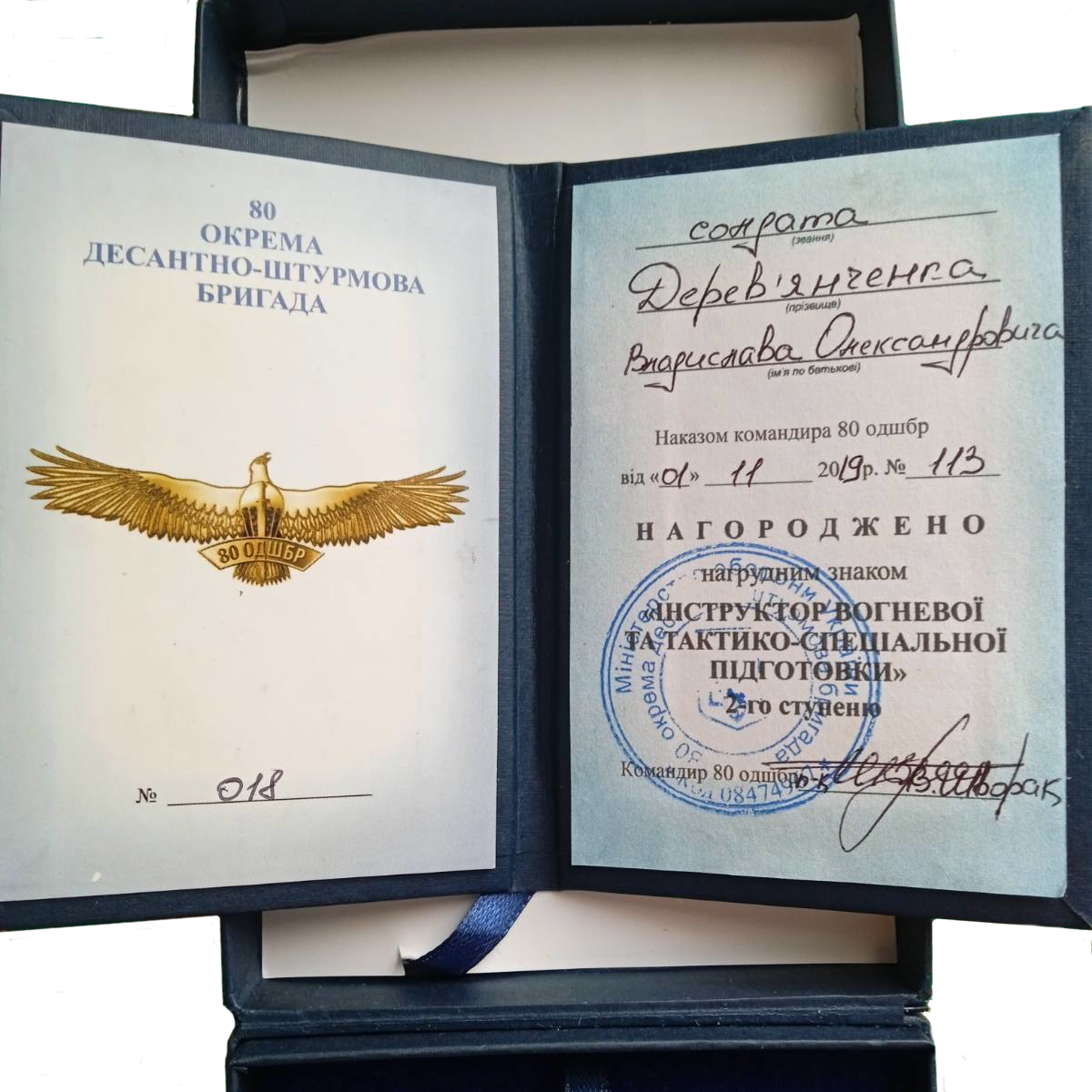
Нагрудний знак «Інструктор вогневої та тактико-спеціальної підготовки» 2 ступеню (№ 018, 1 листопада 2019)
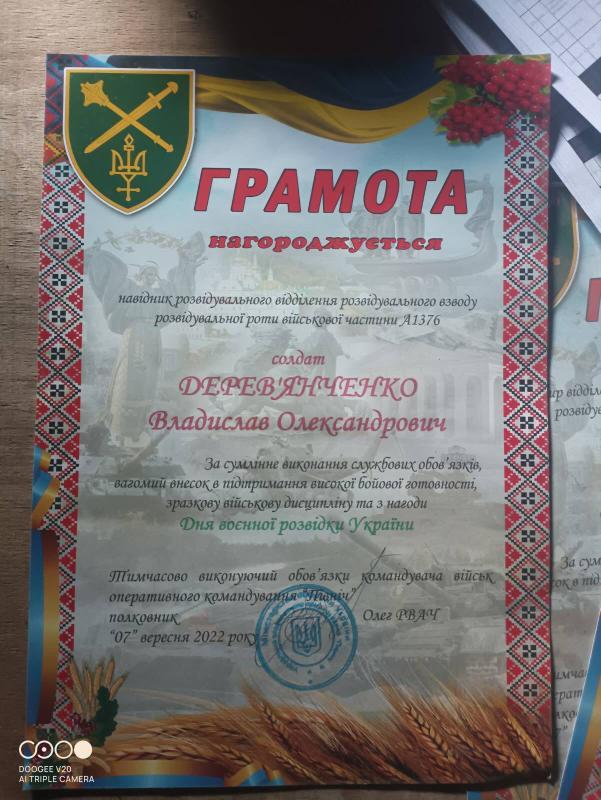
Грамота ОК «Північ» (7 серпня 2022)
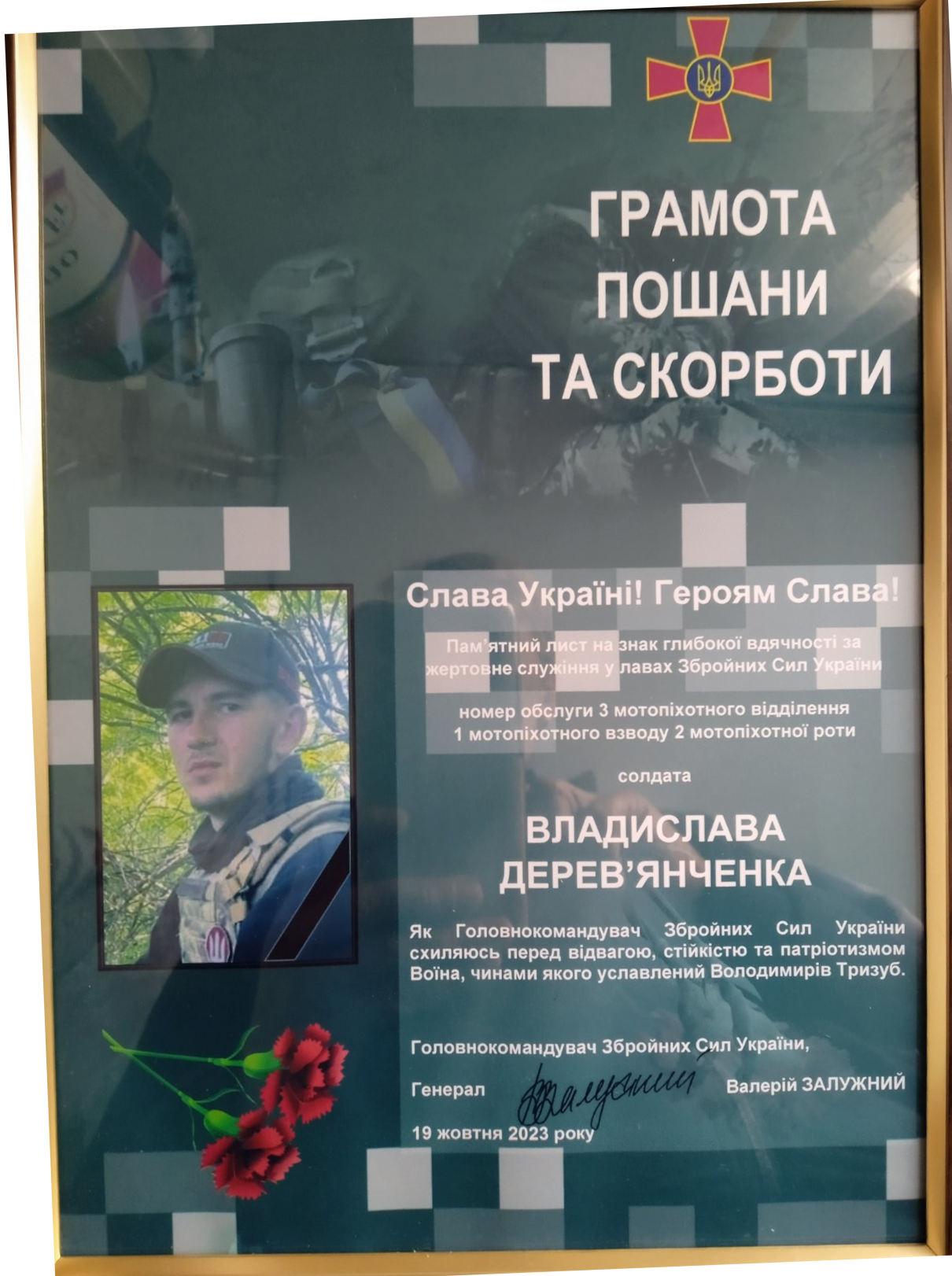
Грамота пошани та скорботи Головнокомандувача ЗСУ (19 жовтня 2023, посмертно)